# Pistol Annies
Pistol Annies est un supergroupe de musique country américain formé en 2011 à Nashville, Tennessee. Il est composé des trois chanteuses Miranda Lambert, Ashley Monroe et Angaleena Presley.

## Biographie
Le trio fait ses débuts publics en performant leur premier single Hell on Heels le 4 avril 2011 à l'occasion de l'émission spéciale Girls' Night Out: Superstar Women of Country diffusée sur CBS et organisée par l'Academy of Country Music.
Le 23 août 2011, le groupe publie son premier album studio intitulé Hell on Heels; lequel se classe à la première place du Billboard Top Country Albums. En 2012, Pistol Annies compose la chanson Run Daddy Run pour la BO du film Hunger Games,. En mars 2013, le trio est invité par Blake Shelton (d'ailleurs marié à Miranda Lambert) sur le titre Boys 'Round Here.
Le 7 mai 2013, le groupe publie son second album studio intitulé Annie Up, avant de se séparer le temps de quelques années pour permettre aux trois membres de poursuivre leur carrières solo.
En juillet 2017, Miranda Lambert annonce la reformation du groupe et un nouvel album pour 2018,. Le retour du groupe se précise le 2 mai 2018 lorsque le groupe se réunit sur scène durant un concert de Miranda Lambert,.

## Discographie

### Albums studio
- 2011 : Hell on Heels
- 2013 : Annie Up
- 2018 : Interstate Gospel
- 2021 : Hell of a Holiday